# Девушка-безручка
«Девушка-безручка» (нем. Das Mädchen ohne Hände) — сказка братьев Гримм о девушке с отрубленными руками, которая обрела их вновь. В сборнике сказок братьев Гримм находится под номером 31, по системе классификации сказочных сюжетов Aарне-Томпсона имеет номер 706. Восходит к итальянской народной сказке, возникшей в середине XVII века и позднее переделанной в христианскую легенду

## Сюжет
Обедневший мельник заключает договор с дьяволом, обещая ему в обмен на безбедную жизнь отдать «то, что стоит за мельницей», зная, что там кроме старой яблони ничего другого нет. Но там в тот момент подметала двор его красивая богобоязненная дочь, которую он, сам того не ведая, посулил нечистому. Когда минул условленный срок договора, дочь мельника умылась и очертила мелом вокруг себя круг, так что дьявол не смог к ней приблизиться. Перед третьей, последней, попыткой нечистый приказал мельнику отрубить своей дочери руки, но вновь потерпел неудачу, так как та омыла обрубки своими слезами и была чиста как прежде. Не желая более оставаться в отцовском доме, она уходит прочь. На пути девушке встречается королевский сад, окружённый рвом с водой. Желая утолить голод, девушка взывает к Богу, и ангел перекрывает шлюз, сопровождая девушку в саду, где та съедает с дерева всего одну грушу. Это наблюдает садовник. На следующий день король пересчитывает груши и одной недосчитывается. Садовник докладывает королю об увиденном, предполагая, что грушу съел дух. Взяв священника для переговоров с духом, король с садовником прячутся в засаду, и таким образом подкарауливают девушку, которую король берёт в жёны за красоту, а вместо рук той приделывают серебряные протезы.
Когда король находился в военном походе, в отъезде, у королевы рождается сын. Известие об этом посылается королю. Однако, пока гонец спит, дьявол подменивает письмо на другое, в котором говорится, что у королевы родился оборотень. Король печалится, но шлёт письмо королеве-матери беречь супругу. И это письмо подменивает нечистый, как и всю последующую переписку. В последнем подложном письме содержится требование убить королеву, отрезать ей язык и вынуть глаза. Королева-мать вырезает язык и глаза у лани, а невестку с ребёнком изгоняет. Изгнанница приходит в дремучий лес, и поселяется в избушке, над которой висит щиток с надписью: «Здесь каждый может жить». Ангел в облике белоснежной девы ухаживает за ней и ребёнком. Через семь лет за благочестие у девушки вновь отрастают руки, её наконец-то находит король и увозит в свой замок: «и была всюду радость великая, и король с королевой ещё раз отпраздновали свадьбу и жили счастливо до своей блаженной кончины».